# Guraleus asper
Guraleus asper é uma espécie de gastrópode do gênero Guraleus, pertencente a família Mangeliidae.